# Осокин, Юрий Валентинович
Юрий Валентинович Осокин (02.08.1937 — 07.05.2013) — советский российский учёный, первопроходец советской микроэлектроники.

## Биография
Родился 2 августа 1937 году в Анжеро-Судженске Кемеровской области в семье военного врача.
В 1939—1946 гг. жил с родителями в Новосибирске, с 1946 г. — в городе Дальний (Китай), куда отец был направлен на должность начальника инфекционного госпиталя. Там окончил среднюю школу.
В 1955 году поступил в МЭИ на электромеханический факультет (специальность «диэлектрики и полупроводники»).
В 1961 году защитил дипломный проект по транзисторной тематике, который выполнял в НИИ-35, одновременно работая там лаборантом.
По распределению — начальник отдела в ОКБ Рижского завода полупроводниковых приборов (г. Рига).
В 1962 г. качестве главного конструктора по заказу НИИРЭ разработал первую в СССР и третью в мире (после ИС Дж. Килби и Р. Нойса ) полупроводниковую интегральную схему Р12-2 (серия 102). Она была самая маленькая в мире, ее корпус имел диаметр 3 мм и высоту 0,8 мм. На её основе потом разрабатывались другие интегральные схемы НИИРЭ.
В июне 1966 г. защитил кандидатскую диссертацию.
Работал главным инженером ОКБ Рижского завода полупроводниковых приборов, которое в 1975 г. было преобразовано в Рижский НИИ Микроприборов (РНИИМП) — головное предприятие вновь созданного ПО «Альфа».
25 апреля 1989 г. на конференции трудового коллектива избран генеральным директором ПО «Альфа». В марте 1991 г., после преобразования ПО «Альфа» в АО «Альфа», — президент компании (до конца 1992 г.). Затем — Председатель Совета Рижского коммерческого торгового банка.
Получил более 40 авторских свидетельств на изобретения.
Умер 7 мая 2013 г. в Риге.

## Признание
Награждён орденами «Знак Почёта» (1970), Трудового Красного Знамени (1975), медалью «За трудовое отличие» (1966). Лауреат Государственной премии Латвийской ССР (1973).